# Schaatshal Leiden
Schaatshal Leiden, ook bekend als de Ton Menken ijshal, was een overdekte schaatshal aan de Vondellaan in de Nederlandse stad Leiden.
De schaatshal beschikte over een ijsvloer van 60 bij 30 meter die geschikt is voor ijshockey, shorttrack, kunstrijden en recreatief schaatsen, hier omheen ligt een baan van zo'n 187 meter waar ook lessen werden gegeven. Daarnaast beschikte de hal over horeca-faciliteiten.
Op 26 maart 2023 sloot de schaatshal Leiden definitief de deuren. De hal is vervangen door de nieuwe IJshal de Vliet, deze bevindt zich op een andere locatie in Leiden. 
Deze nieuwe IJshal de Vliet heeft een 250 meter schaatsbaan, een ijshockeybaan en een curlingbaan. Er is ook een zwembad en een horeca-faciliteit aanwezig.
IJshal de Vliet is sinds 7 oktober 2023 in gebruik.